# 九龍巴士43C線
九龍巴士43C線是九巴營運的一條香港巴士路線，只於星期一至六繁忙時間提供服務，上午由長康開往維港灣，下午由維港灣開往長亨，來回程均途經長青邨、青衣南橋及旺角，去程班次取道青葵公路及西九龍走廊直達旺角及大角咀，回程則繞經深水埗、長沙灣、美孚及葵涌道返回青衣，服務範圍與42A線相近。

## 歷史
- 1977年5月7日：本線投入服務，以配合長青邨落成，原稱44A線，是青衣發展成新市鎮後第二條來往青衣島的對外路線，初時來往長青至大角咀碼頭，途經葵芳，提供青衣長康及長青來往長沙灣、旺角及大角咀的巴士服務。
- 1977年8月2日：本線來回程改經貨櫃碼頭路。
- 1985年8月25日：本線為配合長青邨向西面發展，長青總站遷往青康路近青盛苑。
- 1985年12月31日：本線為配合長康邨落成，原青盛苑的長青總站改稱長康。
- 1986年9月14日：隨著青衣南部的人口數目不斷上升，本線來回程改經荃灣路，不再經貨櫃碼頭路。
- 1987年8月9日：長康總站遷往長康商場的新巴士總站，路線編號更改為 43C 線。
- 1995年5月8日：本線跟隨其它以大角咀碼頭為總站路線一同遷往大角咀新填海區的臨時總站。
- 1999年8月15日：本線為配合維港灣巴士總站而遷往該處。
- 2007年5月12日：本線的10輛非空調巴士中換入5輛空調巴士，象徵青衣再沒有全以非空調巴士行走的全日路線[3]。
- 2012年2月6日：改為全空調服務 [4]。
- 2014年2月22日：改為只於繁忙時間提供雙向服務，服務時間為星期一至六06:55-09:00（往維港灣）及17:00-19:00（往長康），並新增與6及41A線之八達通轉乘優惠[5]
- 2015年12月31日：增設到站時間預報。
- 2016年11月26日：實施以下改動：
  - 下午回程班次延長至長亨，到達青康路青盛苑分站後，不入長康總站，駛經青衣西路及寮肚路，並增設青康路青華苑及寮肚路曉峰園分站；
  - 星期一至六由長康開出之班次由十四班減至十二班，並提早頭班車開出時間至06:48；
  - 星期一至五由維港灣開出之班次由十三班減至十班；星期六由維港灣開出之班次由十三班減至九班。
- 2018年12月1日：本線往長亨方向，改行晏架街及旺角道[6]。
- 2019年12月30日：本線往維港灣方向，改行改經青葵公路及西九龍走廊，不經葵青交匯處、美孚、荔枝角、長沙灣及深水埗[7]。
- 2022年7月4日：由長康開出之班次星期一至五減至九班，星期六減至八班；星期六由維港灣開出之班次則減至六班[8]。
- 2023年9月18日：由長康開出之班次星期一至五減至七班，星期六減至六班；星期一至五由維港灣開出之班次則減至八班。
- 2025年9月8日：往長亨方向增停葵涌道「葵涌交匯處」站。

## 服務時間及班次
| 長康開     | 長康開     | 長康開     | 長康開     |
| 星期一至五 | 星期一至五 | 星期一至五 | 星期一至五 |
| ---------- | ---------- | ---------- | ---------- |
| 06:48      | 07:10      | 07:32      | 07:54      |
| 08:16      | 08:38      | 09:00      |            |
| 星期六     |            |            |            |
| 06:48      | 07:14      | 07:41      | 08:07      |
| 08:34      | 09:00      |            |            |

| 維港灣開   | 維港灣開   | 維港灣開   | 維港灣開   |
| 星期一至五 | 星期一至五 | 星期一至五 | 星期一至五 |
| ---------- | ---------- | ---------- | ---------- |
| 17:00      | 17:15      | 17:30      | 17:45      |
| 18:00      | 18:20      | 18:40      | 19:00      |
| 星期六     |            |            |            |
| 17:00      | 17:30      | 18:00      | 18:30      |
| 19:00      |            |            |            |

星期日及公眾假期不設服務

## 收費
全程：$7.8
- 弼街往維港灣：$7.2
- 美孚站往長亨：$6.5
- 過青衣大橋後往長亨：$5.1

| - 本線設有12歲以下小童及65歲或以上長者半價優惠。 - 65歲或以上香港居民使用「樂悠咭」，以及12歲以下合資格殘疾兒童使用「殘疾人士身份」個人八達通繳付車資，均可享有每程$2.0或半價（以較低者為準）的票價優惠；12至64歲合資格殘疾人士使用「殘疾人士身份」個人八達通（包括「樂悠咭」），以及60至64歲香港居民使用「樂悠咭」繳付車資，均可享有每程$2.0或全費（以較低者為準）的票價優惠。 - 65歲或以上長者如使用長者或一般個人八達通繳付車資，則只可享有半價優惠；12至64歲合資格殘疾人士如不使用「殘疾人士身份」個人八達通，以及60至64歲人士如不使用「樂悠咭」繳付車資，必須繳付全費。 - 乘客可以現金或八達通於上車時付款，不設找續。 - 每位成人乘客可免費攜帶最多兩名4歲以下而不佔座位的兒童乘客乘車，超額之4歲以下小童必須繳付小童車費乘車。 - 持有「九巴月票」之乘客在車票有效期內，每日可享最多10程任何九龍巴士及龍運巴士路線（包括本路線，以及聯營路線的九龍巴士／龍運巴士提供的班次；惟乘搭機場「A」及「NA」線則可享原價二七折優惠（不會計算每天10次合資格車程））；而B1線則每日可享最多各2程（不會計算每天10次合資格車程）。 - 九龍巴士、城巴、龍運巴士及陽光巴士全職員工及家屬（不包括外判職員）可免費乘搭本路線，惟必須拍職員或職員家屬八達通。 - 乘客亦可透過多元化電子支付系統（e度嘟）繳付車資，包括使用非接觸式VISA卡、JCB卡、萬事達卡、銀聯卡、美國運通、大來國際、Discover Card、Apple Pay、Google Pay、Samsung Pay、AlipayHK「易乘碼」、支付寶、WeChatHK／微信支付「搭車碼」、銀聯雲閃付「乘車碼」及BOC Pay「乘車碼」。乘客使用此付款方式，使用此支付方式的乘客可享有中途下車之分段收費，以及與其他九巴／龍運獨營路線或聯營線九巴／龍運班次之轉乘優惠，惟不適用於與非九巴／龍運路線之轉乘優惠，亦不能享有「公共交通費用補貼計劃」及「長者及合資格殘疾人士公共交通票價優惠計劃」。 |

### 八達通轉乘優惠
乘客登上本線後150分鐘內以同一張八達通卡轉乘以下路線，或從以下路線登車後150分鐘內以同一張八達通卡轉乘本線，次程可獲車資折扣優惠：
43C←→6
- 43C往維港灣 → 6往尖沙咀碼頭，次程車資全免
- 6往荔枝角 → 43C往長亨，回贈首程車資

43C←→41A
- 43C往維港灣 → 41A往尖沙咀東，次程可獲$5.1折扣優惠
- 41A往長安 → 43C往長亨，次程車資全免

## 使用車輛
本線開辦時，以丹拿/利蘭珍寶巴士服務，間歇亦有「長牛」丹拿E型行走 ，並於八十年代初以「雞車」利蘭勝利二型，本線加派空調巴士前，主要採用丹尼士巨龍（S3N）巴士行駛（主要以配吉拿引擎的巨龍為主），之後數年換入較新款的非空調巨龍巴士。
加冷初期，空調巴士主要採用5部斯堪尼亞N113型巴士（AS）行駛，但被調走，換入富豪奧林比安巴士。
現時用車包括6輛亞歷山大丹尼士Enviro 500 MMC 12米（ATENU）雙層空調巴士，均屬青衣車廠。
| 車隊編號 | 車牌   |
| -------- | ------ |
| ATENU359 | TB8579 |
| ATENU383 | TC8566 |
| ATENU633 | TN5992 |
| ATENU648 | TN8617 |
| ATENU825 | TV4085 |
| ATENU843 | TV6951 |

## 行車路線
長康開經：青康路、青衣路、青衣大橋、葵青路、青葵公路、連翔道、東京街西、通州街、西九龍走廊、太子道西、荔枝角道、上海街、亞皆老街、櫻桃街、迴旋處、海輝道及海帆道。
維港灣開經：海帆道、櫻桃街、連翔道、迴旋處、海輝道、深旺道、櫻桃街、大角咀道、未命名路、櫻桃街、櫸樹街、晏架街、旺角道、彌敦道、長沙灣道、荔枝角道、葵涌道、荃灣路、葵青路、青衣大橋、青衣路、青康路、青衣西路及寮肚路。

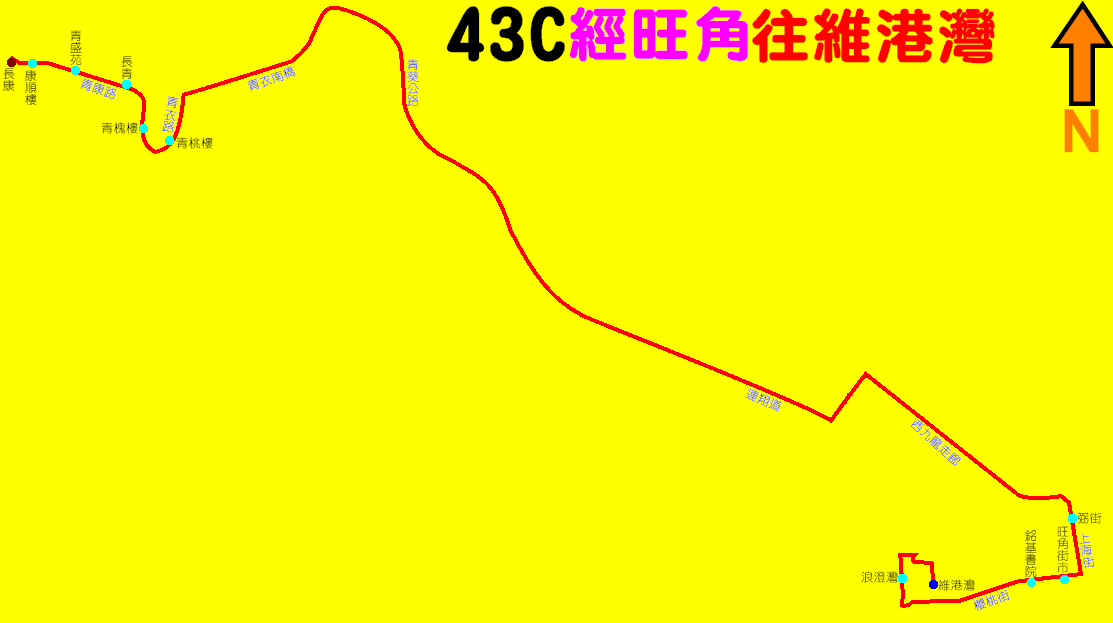
43C線往維港灣方向的走線圖

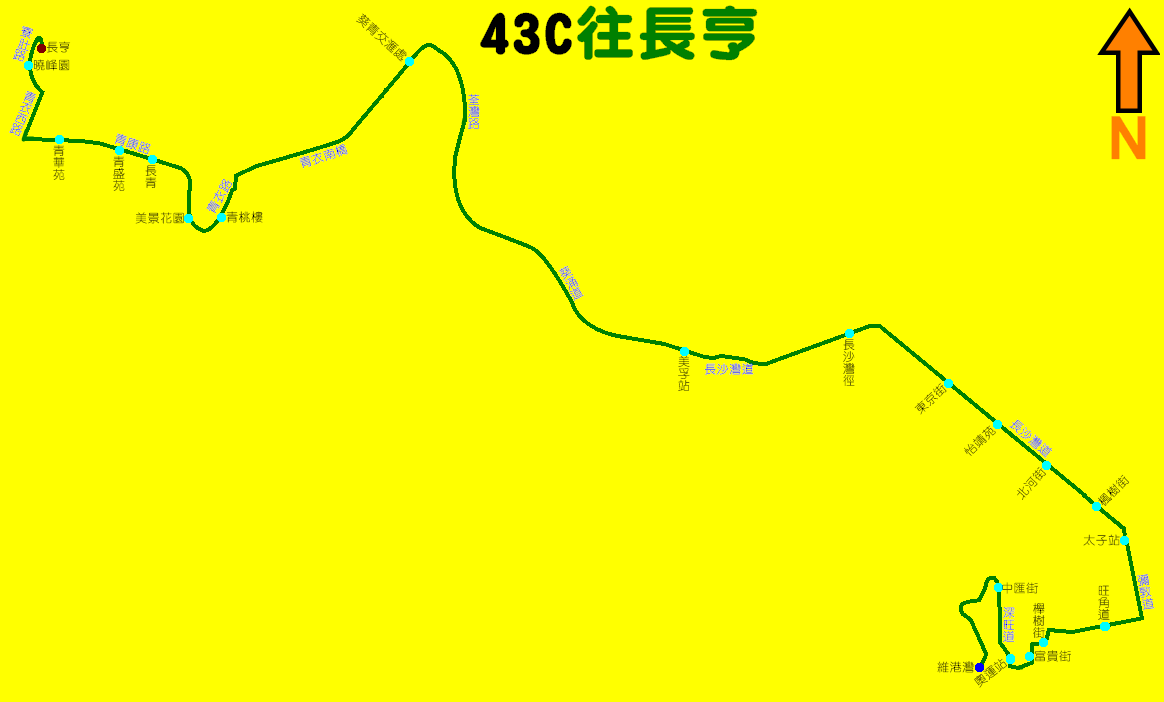
43C線往青衣方向的走線圖

各班次之具體停站請參考資訊框

## 客量
本線主要服務長康邨、長青邨及美景花園來往西九龍市區（只限美孚至旺角西），本線亦可以到達旺角，但由於不是途經彌敦道及只局限於朗豪坊、旺角中心及上海街一帶，因此很少乘客會利用本線前往旺角，乘客主要出現在青衣前往荔枝角道及上海街一帶，加上服務範圍不夠42A廣闊，班次亦不及其頻密，因此主要為輔助該線太子至美孚一段的客量。而本線只到旺角、大角咀等地，卻與前往佐敦的42A收取同樣車費$7.8，因此乘客乘搭本線時感到很不划算。然而，本線是在241X提升為全日服務前青衣區唯一一條可以直達大角咀的路線，故仍有一定的客量支持。